# Reigate and Banstead
Reigate and Banstead – dystrykt w hrabstwie Surrey w Anglii.

## Miasta
- Banstead
- Earlswood
- Horley
- Redhill

## Inne miejscowości
Burgh Heath, Chipstead, Hooley, Kingswood, Lower Kingswood, Meadvale, Merstham, Netherne-on-the-Hill, Nork, Salfords, Sidlow, South Park, Tadworth, Tattenham Corner, Whitebushes, Woodhatch, Woodmansterne.

## Współpraca
- Brunoy, Francja
- Eschweiler, Niemcy